# Хром (фільм)
«Хром» (алб. Krom) — міжнародно-спродюсований драматичний фільм, знятий Бужаром Алімані. Світова прем'єра стрічки відбулась 8 липня 2015 року на Карловарському міжнародному кінофестивалі. Фільм розповідає про 15-річного хлопця Аді, який, щоб заробити грошей, спускається до шахти з видобутку хрому.
Фільм був висунутий Албанією на премію «Оскар» за найкращий фільм іноземною мовою.

## У ролях
- Фрефйон Руці — Аді
- Клодьяна Кецо
- Мірела Наска
- Касем Годжа

## Визнання
| Нагороди та номінації фільму «Хром» | Нагороди та номінації фільму «Хром»     | Нагороди та номінації фільму «Хром»  | Нагороди та номінації фільму «Хром» | Нагороди та номінації фільму «Хром» | Нагороди та номінації фільму «Хром» |
| Рік                                 | Кінопремія / Кінофестиваль              | Категорія / Нагорода                 | Номінант                            | Результат                           |                                     |
| ----------------------------------- | --------------------------------------- | ------------------------------------ | ----------------------------------- | ----------------------------------- | ----------------------------------- |
| 2015                                | Гамбурзький кінофестиваль               | Найкраща європейська копродукція     | «Хром»                              | Номінація                           |                                     |
| 2015                                | Карловарський міжнародний кінофестиваль | Найкращий фільм («East of the West») | «Хром»                              | Номінація                           |                                     |